# Bezerk 2.0
Bezerk 2.0 è il quinto album dei Tigertailz, uscito nel 2006 per l'Etichetta discografica Demolition Records.

## Tracce
1. Bezerk – 1:26 (Hooker, Lewis, Pepper, Tate)
2. Do It Up – 3:33 (Hooker, Lewis, Pepper, Skinner, Tate)
3. One Beat of Your Heart – 4:06 (Hooker, Lewis, Pepper, Skinner, Tate)
4. I Believe – 5:26 (Hooker, Lewis, Pepper, Skinner, Tate)
5. Tvod – 3:30 (Hooker, Lewis, Pepper, Skinner, Tate)
6. Falling Down – 3:49 (Hooker, Lewis, Pepper, Tate)
7. Make Me Bleed – 5:50 (Hooker, Lewis, Pepper, Skinner, Tate)
8. Get Real – 3:22 (Hooker, Lewis, Pepper, Skinner, Tate)
9. Anniez Gone – 4:35 (Hooker, Lewis, Pepper, Skinner, Tate)
10. For Hatez Sake – 5:38 (Hooker, Lewis, Pepper, Skinner, Tate)
11. Sugar Fever – 3:24 (Hooker, Lewis, Pepper, Skinner, Tate)
12. Dirty Needlez – 4:13 (Hooker, Lewis, Pepper, Skinner, Tate)

## Formazione
- Kim Hooker - voce
- Jay Pepper - chitarra
- Pepsi Tate - basso
- Matt Blackout - batteria